# Gladiator (téléfilm)
Pour les articles homonymes, voir Gladiator.
Gladiator (The Gladiator) est un téléfilm réalisé par Abel Ferrara en 1986

## Synopsis
Alors que Rick Benton (Ken Wahl) apprend à conduire à son jeune frère Jeff (Brian Robbins), la voiture est agressée par un tueur psychopathe. Percuté plusieurs fois de suite, le véhicule, quitte la route et fait plusieurs tonneaux. Jeff Benton est tué, Rick est hospitalisé. À sa sortie, il blinde son automobile, lui adjoint des gadgets et se transforme en redresseur de torts en se surnommant lui-même « The Gladiator », au grand dam de la police...

## Équipe technique
- Réalisateur : Abel Ferrara
- Producteur : Tom Schulman
- Scénario : Tom Schulman et Jeffrey Walker
- Musique : David Frank
- Photographie : James Lemmo (en)
- Distribution American Broadcasting Company
- Première diffusion : Février 1986
- Durée : 104 minutes

## Distribution
- Ken Wahl (VF : Daniel Russo) : Rick Benton / the Gladiator
- Nancy Allen : Susan Neville
- Brian Robbins : Jeff Benton
- Robert Culp : Lieutenant Frank Mason
- Stan Shaw (VF : Pascal Renwick) : Joe Barker
- Rosemary Forsyth : Loretta Simpson
- Bart Braverman : Dan
- Rick Dees : Garth Masters
- Michael Young : un reporter
- Garry Goodrow : le conducteur ivre de la Cadillac
- Robert Phalen : Docteur Maxwell
- Linda Thorson : La femme dans la classe
- Harry Beer : Franklin

## Réception
- Passé inaperçu lors de son passage à la télévision en 1986, ce téléfilm connu une seconde carrière à la télévision et en vidéo due à la nouvelle renommé du réalisateur. Si Abel Ferrara en a bien signé la réalisation, on ne retrouve nullement sa patte,[Interprétation personnelle ?] à ce point que certains critiques ont parlé d'une signature de complaisance.[réf. nécessaire]